# Roger Rochard
Roger Rochard   (Évreux, 20 d'abril de 1913 - Évreux, 24 de febrer de 1993) va ser un atleta francès, especialista en curses de fons, que va competir durant la dècada de 1930.
El 1932 va prendre part en els Jocs Olímpics de Los Angeles, però hagué d'abandonar en la final dels 5.000 metres del programa d'atletisme. Quatre anys més tard, als Jocs de Berlín, quedà eliminat en sèries en l'mateixa prova.
En el seu palmarès destaca una medalla d'or en els 5.000 metres del Campionat d'Europa d'atletisme de 1934 i el campionat nacionals dels 5.000 de 1931, 1932, 1934 i 1935. Durant la seva carrera va posseir el rècord nacional dels 5.000 i els 3.000 metres.

## Millors marques
- 3.000 metres. 8' 25.7" (1938)
- 5.000 metres. 14'36.8" (1934)[1][4]